# 벨리즈의 총리

벨리즈의 국장

벨리즈의 총리(Prime Ministers of Belize)는 벨리즈의 국가 수반으로, 각료를 구성하는 지위이다. 벨리즈는 영국 연방 입헌군주제를 채택하고 있으므로, 총리가 실권을 쥐고 있다. 2021년 현재 벨리즈 총리는 조니 브리세뇨이다.